# Psicosis
Dionicio Castellanos Torres, mais conhecido como Psychosis or Psicosis (19 de Maio de 1971) é um lutador profissional de wrestling mexicano. Atualmente ele atua na AAA, mas já fez parte da WWE, WCW, ECW, CMLL, TNA e XPW. Na WWE fazia dupla com Super Crazy.

## Títulos e prêmios
- All Pro Wrestling
  - APW Internet Championship (1 vez)[1]
- Comisión de Box y Lucha Libre Mexico D.F.
  - Mexican National Trios Championship (2 vezes) - com Fuerza Guerrera e Blue Panther (1) e Halloween e Damián 666 (1)
  - Mexican National Welterweight Championship (2 vezes)
- World Championship Wrestling
  - WCW Cruiserweight Championship (2 vezes)
- World Pro Wrestling
  - WPW Cruiserweight Championship (1 vez)
- World Wrestling Association
  - WWA National Welterweight Championship (2 vezes)
  - WWA World Welterweight Championship (2 vezes)
  - WWA World Junior Light Heavyweight Championship (1 vez)
- Pro Wrestling Illustrated
  - PWI ranked him # 107 of the 500 best singles wrestlers during the PWI Years em 2003.